# L'Inconnu du troisième étage
Pour plus de détails, voir Fiche technique et Distribution.
L’Inconnu du troisième étage (Stranger on the Third Floor) est un film noir américain réalisé par Boris Ingster, sorti en 1940. 
Par sa photographie expressionniste et son intrigue, ce film est considéré comme le premier film noir, ou comme un précurseur du genre,. 

## Synopsis
Michael Ward, modeste journaliste montant, est le témoin clé au cours d’un procès pour meurtre pour lequel le jeune Joe Briggs, chauffeur de taxi, est accusé. Celui-là est condamné mais continue à clamer son innocence. Jane, la fiancée de Mike, se range du côté de Joe et va contre Mike. Au cours d’un terrible cauchemar, Mike se voit lui-même accusé du meurtre de son bruyant voisin, Meng, jusqu’à ce que Jane démasque le véritable assassin.  

## Fiche technique
- Titre original : Stranger on the Third Floor
- Titre français : L’Inconnu du 3e étage
- Réalisateur : Boris Ingster
- Scénario : Frank Partos et Nathanael West
- Photographie : Nicholas Musuraca
- Montage : Harry Marker
- Musique originale : Roy Webb
- Directeur artistique : Van Nest Polglase
- Effets spéciaux : Vernon L. Walker
- Producteur : Lee S. Marcus
- Société de production : RKO Radio Pictures
- Format : Noir et blanc — 35 mm — 1,37:1 — Son : Mono
- Durée : 60 min
- Dates de sortie : 
  -  Royaume-Uni : 16 août 1940
  -  France : 1940

## Distribution
- John McGuire : Mike, Michael Ward
- Peter Lorre : L'inconnu
- Margaret Tallichet : Jane
- Charles Waldron : Le Procureur du district
- Elisha Cook Jr. : Joe Briggs
- Charles Halton : Le voisin de Mike, Albert Meng
- Ethel Griffies : La logeuse de Mike, Mrs. Kane
- Cliff Clark : Martin
- Oscar O'Shea : Le juge
- Alec Craig : L'avocat de la défense de Briggs
- Otto Hoffman : Le médecin de la police, Charles Evans

Acteurs non crédités
- Dell Henderson : Le détective

## À noter
- Peter Lorre obtint un contrat de deux jours avec RKO pour ce rôle et, malgré le peu de scènes auxquelles il participa, toucha un cachet important.